# Liste von Doppeleichen in Schleswig-Holstein
Die Liste enthält Doppeleichen in Schleswig-Holstein. Sie wurden überwiegend 1898, am 50. Jahrestag der Schleswig-Holsteinischen Erhebung gepflanzt.
Auf den dazugehörigen Gedenksteinen findet sich meist der Wahlspruch Up ewig ungedeelt (auf ewig ungeteilt).
Die Liste enthält auch Eichen, die in den Hamburger Stadtteilen gepflanzt wurden, die vor ihrer Eingemeindung 1937 zu Schleswig-Holstein gehörten.
Diese Liste verzeichnet zur Zeit (Stand: Mai 2025) 167 Bäume (inklusive 15 Nachpflanzungen).
| Kreis/Stadt           | Ort/Ortsteil                                      | Bild           | Jahr der Pflanzung | Denkmalschutz-Nr. |
| --------------------- | ------------------------------------------------- | -------------- | ------------------ | ----------------- |
| Dithmarschen          | Delve ·                                           |                |                    |                   |
| Dithmarschen          | Hennstedt (Nachpflanzung) ·                       |                |                    |                   |
| Dithmarschen          | Schafstedt (Nachpflanzung) ·                      |                |                    |                   |
| Dithmarschen          | Wesseln (Nachpflanzung) ·                         |                |                    |                   |
| Flensburg             | Flensburg ·                                       |                |                    | 27792             |
| Hamburg               | Blankenese ·                                      | weitere Bilder |                    | 29507             |
| Hamburg               | Bergstedt ·                                       | weitere Bilder |                    | 23322             |
| Hamburg               | Eidelstedt ·                                      | weitere Bilder |                    | 19407             |
| Hamburg               | Hummelsbüttel ·                                   | weitere Bilder |                    | 26909             |
| Hamburg               | Lemsahl-Mellingstedt ·                            | weitere Bilder |                    | 29687             |
| Hamburg               | Lokstedt (Nachpflanzung) ·                        | weitere Bilder |                    | 29571             |
| Hamburg               | Niendorf ·                                        |                |                    | 29536             |
| Hamburg               | Othmarschen ·                                     | weitere Bilder |                    | 29490             |
| Hamburg               | Stellingen ·                                      | weitere Bilder |                    | 19889             |
| Hamburg               | Rahlstedt, Bahnhof ·                              | weitere Bilder |                    |                   |
| Hamburg               | Rahlstedt (Nachpflanzung), Liliencronpark ·       | weitere Bilder |                    | 29737             |
| Kiel                  | Kiel-Ellerbek ·                                   | weitere Bilder |                    | 30585             |
| Kiel                  | Kiel-Hasseldieksdamm ·                            | weitere Bilder |                    | 50786             |
| Kiel                  | Kiel-Russee ·                                     | weitere Bilder |                    |                   |
| Kiel                  | Kiel-Südfriedhof ·                                |                |                    |                   |
| Kiel                  | Kiel-Wellingdorf ·                                |                |                    | 50781             |
| Neumünster            | Neumünster, Einfeld (Nachpflanzung) ·             | weitere Bilder |                    |                   |
| Nordfriesland         | Almdorf ·                                         |                |                    |                   |
| Nordfriesland         | Braderup ·                                        |                |                    |                   |
| Nordfriesland         | Bredstedt (Nachpflanzung) ·                       |                |                    |                   |
| Nordfriesland         | Drelsdorf ·                                       | weitere Bilder |                    |                   |
| Nordfriesland         | Dörpum ·                                          |                |                    |                   |
| Nordfriesland         | Husum ·                                           |                |                    |                   |
| Nordfriesland         | Immenstedt ·                                      | weitere Bilder |                    |                   |
| Nordfriesland         | Ladelund ·                                        | weitere Bilder |                    |                   |
| Nordfriesland         | Langenhorn ·                                      |                |                    |                   |
| Nordfriesland         | Olderup ·                                         | weitere Bilder |                    |                   |
| Nordfriesland         | Ostenfeld ·                                       | weitere Bilder |                    |                   |
| Nordfriesland         | Schwabstedt, Kirchenstraße ·                      |                |                    |                   |
| Nordfriesland         | Schwabstedt, Hollbüllhuus ·                       | weitere Bilder |                    | 52102             |
| Nordfriesland         | Viöl ·                                            |                |                    | 47287             |
| Ostholstein           | Burg auf Fehmarn ·                                | weitere Bilder |                    | 42902             |
| Ostholstein           | Cismar ·                                          |                |                    |                   |
| Ostholstein           | Großenbrode ·                                     | weitere Bilder |                    |                   |
| Ostholstein           | Heiligenhafen ·                                   | weitere Bilder |                    | 46177             |
| Ostholstein           | Oldenburg in Holstein ·                           | weitere Bilder |                    | 32271             |
| Ostholstein           | Schönwalde am Bungsberg ·                         |                |                    | 21740             |
| Pinneberg             | Pinneberg ·                                       | weitere Bilder |                    | 28255             |
| Pinneberg             | Quickborn ·                                       |                |                    |                   |
| Pinneberg             | Schenefeld ·                                      | weitere Bilder |                    | 41403             |
| Pinneberg             | Uetersen ·                                        | weitere Bilder |                    |                   |
| Pinneberg             | Wedel ·                                           | weitere Bilder |                    | 39835             |
| Plön                  | Bösdorf, Sandkaten ·                              |                |                    | 38634             |
| Plön                  | Giekau ·                                          | weitere Bilder |                    |                   |
| Plön                  | Großharrie ·                                      | weitere Bilder |                    | 39337             |
| Plön                  | Heikendorf, Möltenort ·                           | weitere Bilder |                    | 50789             |
| Plön                  | Heikendorf, Neuheikendorf ·                       | weitere Bilder |                    | 50790             |
| Plön                  | Hohenfelde ·                                      |                |                    | 41399             |
| Plön                  | Klamp, Wentorf ·                                  |                |                    |                   |
| Plön                  | Klausdorf (Schwentinental) ·                      | weitere Bilder |                    | 41088             |
| Plön                  | Laboe, Oberdorf ·                                 | weitere Bilder |                    | 50788             |
| Plön                  | Löptin ·                                          |                |                    |                   |
| Plön                  | Lütjenburg ·                                      | weitere Bilder |                    | 38557             |
| Plön                  | Panker, Gadendorf ·                               |                |                    | 41414             |
| Plön                  | Plön ·                                            | weitere Bilder |                    | 37867             |
| Plön                  | Preetz, Kloster (durch Blitzeinschlag zerstört) · |                |                    |                   |
| Plön                  | Preetz, Bahnhofstraße ·                           | weitere Bilder |                    | 37294             |
| Plön                  | Probsteierhagen ·                                 | weitere Bilder |                    | 40181             |
| Plön                  | Raisdorf (Schwentinental) ·                       |                |                    |                   |
| Plön                  | Schönberg ·                                       | weitere Bilder |                    | 41349             |
| Plön                  | Schönkirchen ·                                    | weitere Bilder |                    |                   |
| Rendsburg-Eckernförde | Aukrug ·                                          |                |                    |                   |
| Rendsburg-Eckernförde | Bargstedt ·                                       |                |                    |                   |
| Rendsburg-Eckernförde | Beldorf ·                                         |                |                    |                   |
| Rendsburg-Eckernförde | Beringstedt ·                                     | weitere Bilder |                    | 42383             |
| Rendsburg-Eckernförde | Bordesholm ·                                      | weitere Bilder |                    |                   |
| Rendsburg-Eckernförde | Borgstedt (Nachpflanzung) ·                       | weitere Bilder |                    |                   |
| Rendsburg-Eckernförde | Brügge ·                                          |                |                    |                   |
| Rendsburg-Eckernförde | Bünsdorf ·                                        | weitere Bilder |                    |                   |
| Rendsburg-Eckernförde | Fleckeby, Götheby-Holm (Nachpflanzung) ·          |                |                    |                   |
| Rendsburg-Eckernförde | Groß Vollstedt ·                                  | weitere Bilder |                    |                   |
| Rendsburg-Eckernförde | Groß Wittensee ·                                  | weitere Bilder |                    |                   |
| Rendsburg-Eckernförde | Haale ·                                           | weitere Bilder |                    |                   |
| Rendsburg-Eckernförde | Haby ·                                            | weitere Bilder |                    | 54400             |
| Rendsburg-Eckernförde | Hamweddel ·                                       | weitere Bilder |                    | 48300             |
| Rendsburg-Eckernförde | Hohn ·                                            |                |                    |                   |
| Rendsburg-Eckernförde | Holzbunge ·                                       | weitere Bilder |                    | 51733             |
| Rendsburg-Eckernförde | Jahrsdorf ·                                       | weitere Bilder |                    |                   |
| Rendsburg-Eckernförde | Jevenstedt, Dorfstraße ·                          | weitere Bilder |                    |                   |
| Rendsburg-Eckernförde | Jevenstedt, Jevenstedter Teich ·                  | weitere Bilder |                    |                   |
| Rendsburg-Eckernförde | Jevenstedt, Schwabe ·                             | weitere Bilder |                    |                   |
| Rendsburg-Eckernförde | Karby ·                                           | weitere Bilder |                    |                   |
| Rendsburg-Eckernförde | Langwedel ·                                       |                |                    | 47888             |
| Rendsburg-Eckernförde | Lütjenwestedt ·                                   | weitere Bilder |                    | 42077             |
| Rendsburg-Eckernförde | Nindorf ·                                         | weitere Bilder |                    |                   |
| Rendsburg-Eckernförde | Osterby ·                                         |                |                    |                   |
| Rendsburg-Eckernförde | Osterrönfeld ·                                    | weitere Bilder |                    | 16080             |
| Rendsburg-Eckernförde | Osterstedt ·                                      |                |                    |                   |
| Rendsburg-Eckernförde | Rickert ·                                         |                |                    |                   |
| Rendsburg-Eckernförde | Rieseby ·                                         |                |                    |                   |
| Rendsburg-Eckernförde | Satrup ·                                          |                |                    |                   |
| Rendsburg-Eckernförde | Schierensee ·                                     | weitere Bilder |                    |                   |
| Rendsburg-Eckernförde | Sören ·                                           | weitere Bilder |                    |                   |
| Rendsburg-Eckernförde | Todenbüttel (Nachpflanzung) ·                     | weitere Bilder |                    |                   |
| Rendsburg-Eckernförde | Waabs, Klein Waabs ·                              |                |                    |                   |
| Schleswig-Flensburg   | Arnis ·                                           | weitere Bilder |                    | 44057             |
| Schleswig-Flensburg   | Böklund ·                                         | weitere Bilder |                    | 45037             |
| Schleswig-Flensburg   | Boren ·                                           | weitere Bilder |                    | 43815             |
| Schleswig-Flensburg   | Dannewerk ·                                       | weitere Bilder |                    | 45814             |
| Schleswig-Flensburg   | Ellingstedt ·                                     | weitere Bilder |                    | 36127             |
| Schleswig-Flensburg   | Erfde, Bargen ·                                   | weitere Bilder |                    | 42251             |
| Schleswig-Flensburg   | Glücksburg ·                                      | weitere Bilder |                    | 23888             |
| Schleswig-Flensburg   | Goltoft (Nachpflanzung) ·                         |                |                    |                   |
| Schleswig-Flensburg   | Großsolt ·                                        |                |                    |                   |
| Schleswig-Flensburg   | Hasselberg, Gundelsby ·                           | weitere Bilder |                    |                   |
| Schleswig-Flensburg   | Hollingstedt (Nachpflanzung) ·                    | weitere Bilder |                    |                   |
| Schleswig-Flensburg   | Jagel ·                                           |                |                    | 36581             |
| Schleswig-Flensburg   | Kappeln ·                                         |                |                    | 42434             |
| Schleswig-Flensburg   | Klein Rheide ·                                    | weitere Bilder |                    |                   |
| Schleswig-Flensburg   | Loit, Friedenstal ·                               | weitere Bilder |                    |                   |
| Schleswig-Flensburg   | Loit ·                                            |                |                    | 43398             |
| Schleswig-Flensburg   | Nübel ·                                           |                |                    |                   |
| Schleswig-Flensburg   | Oersberg ·                                        | weitere Bilder |                    | 42767             |
| Schleswig-Flensburg   | Rabenkirchen, Steenstraat ·                       | weitere Bilder |                    | 54341             |
| Schleswig-Flensburg   | Rabenkirchen-Faulück ·                            | weitere Bilder |                    | 6751              |
| Schleswig-Flensburg   | Schuby, Neukrug ·                                 |                |                    |                   |
| Schleswig-Flensburg   | Schuby ·                                          |                |                    | 6545              |
| Schleswig-Flensburg   | Steinbergkirche, Groß Quern ·                     |                |                    | 33356             |
| Schleswig-Flensburg   | Süderbrarup ·                                     |                |                    |                   |
| Schleswig-Flensburg   | Süderhackstedt ·                                  |                |                    |                   |
| Schleswig-Flensburg   | Tolk ·                                            | weitere Bilder |                    |                   |
| Schleswig-Flensburg   | Twedt ·                                           |                |                    |                   |
| Schleswig-Flensburg   | Twedt, Buschau (Nachpflanzung) ·                  |                |                    |                   |
| Schleswig-Flensburg   | Uelsby ·                                          | weitere Bilder |                    | 34699             |
| Segeberg              | Bad Bramstedt ·                                   | weitere Bilder |                    | 44711             |
| Segeberg              | Bornhöved ·                                       |                |                    | 27218             |
| Segeberg              | Gönnebek ·                                        | weitere Bilder |                    | 24676             |
| Segeberg              | Heidmühlen ·                                      | weitere Bilder |                    | 42853             |
| Segeberg              | Henstedt-Ulzburg, Götzberg ·                      |                |                    |                   |
| Segeberg              | Itzstedt ·                                        | weitere Bilder |                    |                   |
| Segeberg              | Leezen ·                                          |                |                    | 13841             |
| Segeberg              | Nahe ·                                            |                |                    |                   |
| Segeberg              | Oering ·                                          | weitere Bilder |                    | 43526             |
| Segeberg              | Rickling ·                                        |                |                    | 42879             |
| Segeberg              | Schmalensee ·                                     | weitere Bilder |                    | 43686             |
| Segeberg              | Schmalfeld ·                                      | weitere Bilder |                    |                   |
| Segeberg              | Seedorf, Schlamersdorf ·                          |                |                    | 46305             |
| Segeberg              | Sievershütten ·                                   | weitere Bilder |                    |                   |
| Segeberg              | Stipsdorf ·                                       | weitere Bilder |                    | 52666             |
| Segeberg              | Stocksee ·                                        | weitere Bilder |                    |                   |
| Segeberg              | Tarbek ·                                          | weitere Bilder |                    |                   |
| Segeberg              | Wakendorf II ·                                    | weitere Bilder |                    | 42735             |
| Steinburg             | Glückstadt ·                                      | weitere Bilder |                    | 28853             |
| Steinburg             | Heiligenstedten ·                                 | weitere Bilder |                    |                   |
| Steinburg             | Herzhorn ·                                        | weitere Bilder |                    |                   |
| Steinburg             | Hohenlockstedt (Nachpflanzung) ·                  | weitere Bilder |                    |                   |
| Steinburg             | Itzehoe ·                                         |                |                    |                   |
| Steinburg             | Looft ·                                           | weitere Bilder |                    |                   |
| Steinburg             | Münsterdorf ·                                     | weitere Bilder |                    |                   |
| Steinburg             | Pöschendorf ·                                     |                |                    |                   |
| Stormarn              | Ahrensburg ·                                      | weitere Bilder |                    | 48192             |
| Stormarn              | Ammersbek, Hoisbüttel ·                           |                |                    |                   |
| Stormarn              | Bargfeld-Stegen ·                                 |                |                    |                   |
| Stormarn              | Bargteheide ·                                     | weitere Bilder |                    | 43835             |
| Stormarn              | Lasbek ·                                          | weitere Bilder |                    |                   |
| Stormarn              | Nienwohld ·                                       | weitere Bilder |                    |                   |
| Stormarn              | Oststeinbek, Havighorst ·                         |                |                    |                   |
| Stormarn              | Reinbek ·                                         | weitere Bilder |                    |                   |
| Stormarn              | Siek ·                                            | weitere Bilder |                    | 23783             |
| Stormarn              | Todendorf ·                                       |                |                    | 23843             |
| Stormarn              | Trittau (Nachpflanzung) ·                         | weitere Bilder |                    |                   |

- Karte mit allen Koordinaten:
- OSM |
- WikiMap